# El conocimiento perdido de la imaginación
El conocimiento perdido de la imaginación (en inglés Lost Knowledge of the Imagination) es una obra de 2017 del escritor y músico estadounidense Gary Lachman.

## Sinopsis
A comienzos del siglo XVII surgió en Occidente un nuevo modo de conocimiento que fue dominando paulatinamente todas las áreas del saber. La ciencia comprendía cada vez mejor la exterioridad física del mundo, el cual fue despojándose gradualmente de todos los arquetipos y cualidades constitutivas para pasar a ser una realidad exclusivamente material y mecánica de causas y efectos. El ser humano adquirió una tecnología y unas comodidades jamás imaginadas hasta entonces, pero al precio de que el mundo fuera perdiendo su «interioridad», su alma, y todo su sentido teleológico, así como el verdadero potencial de la imaginación en cuanto forma de conocimiento.
Este conocimiento perdido nada tiene que ver con el concepto escapista vulgar de fantasía. La imaginación aludida es la capacidad creativa, implícita a la mente humana, de otogar a las imágenes un contenido metafórico, o simbólico, cuyo amplio campo de significados expresa la interioridad de las cosas externas.
Sin esta cualidad, el mundo aparece demediado, disociado, expresándose unilateralmente como una exclusiva realidad física exterior, separada de nosotros. Como afirma el físico estadounidense Steven Weinberg sobre el universo:

Cuanto más comprensible nos parece, más parece carecer de sentido.

Recuperar este conocimiento perdido, que compensa las carencias de la visión unívoca del cientificismo, sería una necesidad inapelable de nuestro siglo. Este libro explora la imaginación perdida a través de las obras de Owen Barfield, Johann Wolfgang von Goethe, Henry Corbin, Kathleen Raine, William Blake, Erich Heller y Rudolf Steiner, entre otros.